# Карлтон-центр
Карлтон-центр (англ. Carlton Centre) — самое высокое офисное здание в Африке, расположенное в Йоханнесбурге, Южно-Африканская Республика.
Высота 50-этажного небоскреба составляет 223 м; на момент строительства он был самым высоким зданием Южного полушария. Строительство было начато в 1967 году; в 1971 году в центр уже начали въезжать арендаторы, однако официальное открытие здания состоялось в 1973 году, стоимость его возведения составила 88 миллионов рэндов. Небоскрёб был спроектирован архитектурным бюро Skidmore, Owings & Merrill. В 1999 году компания Transnet выкупила здание у Anglo-American Properties за 32 миллиона рэндов.
На 50-м этаже расположена смотровая площадка, с которой открывается вид на весь город и соседнюю Преторию. На первых этажах Карлтон-центра расположен торговый центр со 180 магазинами, который также является основой отеля Карлтон.